# Chlorophonia
Chlorophonia là một chi chim trong họ Fringillidae.
Chi này được Charles Lucien Bonaparte mô tả lần đầu tiên năm 1851,. Chlorophonia là đặc hữu nhiệt đới Tân thế giới. Các loài chim này nhỏ, bộ lông chủ yếu có màu xanh lục tươi, sinh sống trong các khu rừng ẩm ướt và các môi trường sống cận kề, đặc biệt là trong vùng cao nguyên.
Chi Chlorophonia từng có thời được coi là thuộc họ Thraupidae.

## Các loài
Chi này chứa 5 loài đã biết:
- Chlorophonia flavirostris
- Chlorophonia cyanea
- Chlorophonia pyrrhophrys
- Chlorophonia occipitalis
- Chlorophonia callophrys